# Wakō (Saitama)
Wakō (和光市 Wakō-shi?) es una ciudad en la prefectura de Saitama, Japón, localizada en el centro-este de la isla de Honshū, en la región de Kantō. Tenía una población estimada de 84 120 habitantes el 1 de marzo de 2021 y una densidad de población de 7620 personas por km².

## Geografía
Wakō está localizada en el sur de la prefectura de Saitama, en la frontera con Tokio, a poca distancia del centro de Tokio. Limita con las ciudades de Asaka y Toda en Saitama y con los barrios de Itabashi y Nerima en Tokio.

## Historia
El área de Wakō moderna se desarrolló desde el período Muromachi como Shirako-juku, una estación en la carretera Kawagoe-kaidō. Las aldeas de Shirako y Niikura fueron creadas dentro del distrito de Niikura el 1 de abril de 1889. El distrito de Niikura fue abolido en 1894, convirtiéndose en parte del distrito de Kitaadachi. Las dos villas se fusionaron el 1 de abril de 1943, convirtiéndose en el pueblo de Yamato. Yamato fue elevado al estado de ciudad el 31 de octubre de 1970 y pasó a llamarse Wakō.

## Demografía
Según los datos del censo japonés, la población de Wakō ha crecido fuertemente en los últimos 70 años.
| Gráfica de evolución demográfica de Wakō entre 1940 y 2015 |
|                                                            |
| Oficina de Estadística de Japón                            |

## Ciudades hermanas
- Longview, Washington, EE. UU., desde 1999.[8]